# Parti libéral populaire
Le Parti libéral populaire (finnois : Liberaalinen Kansanpuolue, sigle LKP puis Liberaalit après 2011), fondé en 1965 et disparu en 2011, était un parti politique finlandais, représentant la mouvance libérale.

## Histoire
Il est fondé en 1965 par la fusion du Parti populaire de Finlande et de la Ligue libérale de Finlande. Dans les années 1970, il participe à plusieurs gouvernements et, jusqu'à la fin de la décennie, son soutien aux élections nationales reste relativement stable, autour de 5 %. Le LKP a des députés de 1965 à 1983 et de 1990 à 1995. De 1982 à 1986, le LKP est membre du Parti du centre.
Redevenu indépendant, il restera un microparti. Le parti est rayé du registre des partis pour la première fois en 1999 après n'avoir remporté aucun siège aux deux   élections législatives successives de 1995 et de 1999. 
Il change de nom lors de son congrès de février 2000 pour s'appeler Les libéraux (finnois : Liberaalit).
Aux élections législatives finlandaises de 2003, il n'obtient aucun siège au Parlement de Finlande, ne récoltant que 0,3 % des voix.
Lors des élections législatives de 2007, les libéraux n’ont recueilli que 0,1 % des suffrages et ont été radiés du registre des partis pour la deuxième fois.
Il existe encore aujourd'hui en tant que groupe de réflexion appelé Liberaalit ry.